# Bocadillo
Bocadillo ou Bocata, é um termo espanhol que designa uma sandes preparada à base de comidas quentes ou frias, utilizando fatias de pão de trigo geralmente em forma de baguete. Para as normais sandes preparadas com pão de forma, os espanhóis utilizam a designação internacional sandwich (sanduíche).
Geralmente um bocadillo é composto por uma metade de baguete de pão de trigo cortado transversalmente com os ingredientes entre ambas as metades do pão.

## Variantes
Existe uma grande variedade de bocadillos, tanto frios como quentes, com destaque para os seguintes:

### Embutidos(Enchidos)
Geralmente, chamados de "bocadillo de chorizo" (chouriço) ou "jamón" (presunto), existindo também curiosas miniaturas conhecidas como "montaditos". Geralmente, quando é utilizado presunto serrano, utiliza-se a denominação de "serranito", sendo que existem bares e cervejarias um pouco por toda a Espanha especializadas neste tipo de "bocadillos".

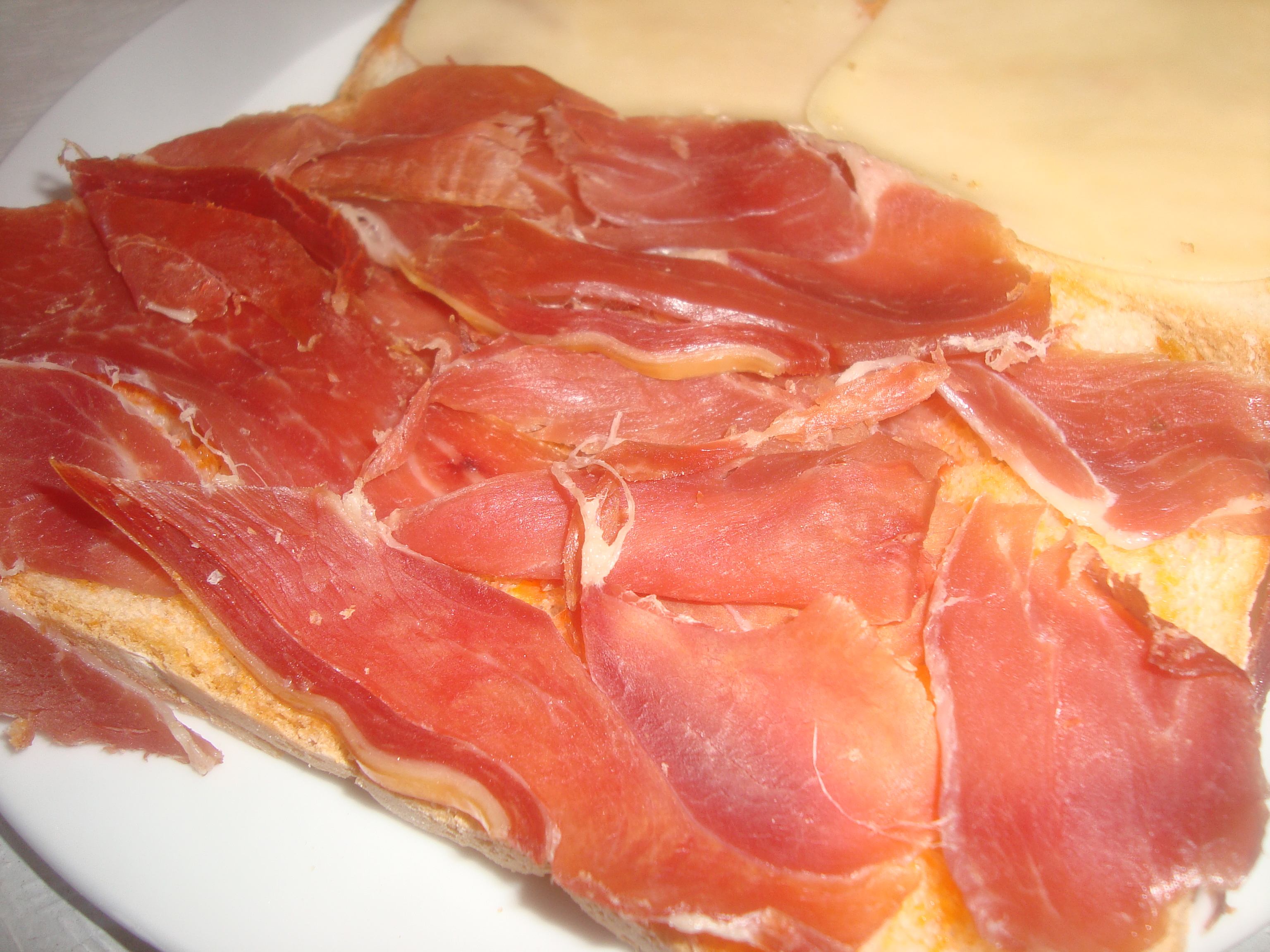
"Bocadillo de jamón", presunto.

### Carnes
O "pepito de ternera" (filete de vitela) é um dos bocadillos mais famosos dos bares de Espanha, sendo também possível encontra-los entre os também famosos montaditos, tais como os de "lomo de cerdo" (lombo de porco, de "pavo" (peru), de "pollo" (frango), etc.

### Peixe
O "bocadillo de calamares" (choco frito (provavelmente o prato quente mais famoso da Andaluzia) é servido praticamente em qualquer bar espanhol e é típico da cidade de Madrid.
Os bocadillhos de cavala, de atum ou de bonito com tomate, ainda que menos conhecidos, começam a ter alguma preferência por parte do público moderno.

### Vegetarianos
Não sendo considerado por muitos como um bocadillo no sentido estrito, o "pan con tomate" (pão com tomate) tem variantes com enchidos muito semelhantes. Geralmente, é preparado com tomates triturados fritos em azeite, com pão tostado e tempero de alho e sal a gosto.

### Ovos

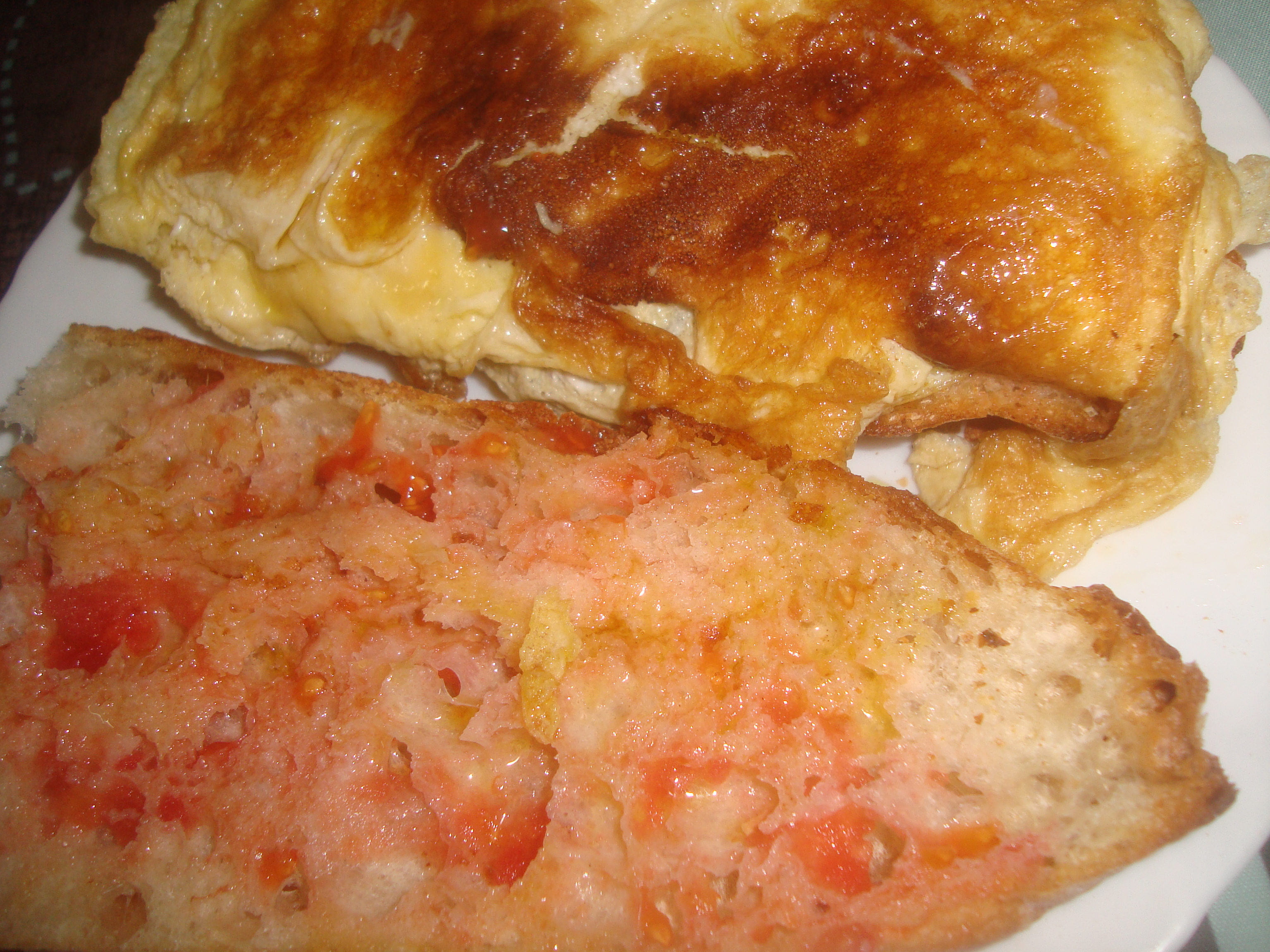
Bocadillo de pão com tomate e omelete francesa.

Geralmente, as famosas "tortillas" (tortilhas) são incluídas nesta categoria, onde se incluem a "tortilla francesa" (tortilha francesa) ou a "tortilla de papas" (tortilha de batatas).